# Dekanat Żory
Dekanat Żory – jeden z 37 dekanatów katolickich w archidiecezji katowickiej.
W jego skład wchodzą następujące parafie:
- Parafia Świętych Apostołów Filipa i Jakuba w Żorach
- Parafia św. Jadwigi Śląskiej w Baranowicach (Żory)
- Parafia Matki Bożej Częstochowskiej w Kleszczowie (Żory)
- Parafia św. Brata Alberta na Kleszczówce (Żory)
- Parafia św. Józefa Robotnika w Osinach (Żory)
- Parafia NMP Matki Kościoła w Rogoźnej (Żory)
- Parafia Niepokalanego Serca NMP w Rowniu (Żory)
- Parafia Podwyższenia Krzyża Świętego w Roju (Żory)
- Parafia Miłosierdzia Bożego w Żorach
- Parafia św. Stanisława Biskupa i Męczennika w Żorach

## Historia
Archiprezbiterat (odpowiednik dekanatu w dawnej diecezji wrocławskiej) w Żorach był jednym z dwunastu na jakie w średniowieczu dzielił się archidiakonat opolski diecezji wrocławskiej.
W sprawozdaniu z poboru papieskiej dziesięciny sporządzonym przez Galharda z Cahors w latach 1335-1342 wymieniono 7 jego parafii: Bzie (Goltmansdorff), Pielgrzymowice (Peregrini), Godów (Gdow), Rybnik (Ribnicz), Boguszowice (Boguslavicz), Dębieńsko (Dambin), Birkindorf (najpewniej Brzezie – dzielnica Raciborza). Z pewnością nie wymienione zostały wszystkie wówczas istniejące, a tylko te parafie, które wcześniej nie uiściły papieskiej dziesięciny.
Według kolejnego zachowanego sprawozdania z poboru świętopietrza, tym razem sporządzonego przez archidiakona opolskiego Mikołaja Wolffa w 1447 na dekanat żorski składały się następujące parafie: Żory (Zarn), Wodzisław (Loslaw), Rybnik (Reybnik), Pszów (Pschw), Krzyżowice (Creyschdorff), Godów (Godaw), Bzie (Goltmansdorff), Jedłownik (Gedlaw), Połomia (Polom), Mszana (Mischna), Rogów (Rogaw), Jastrzębie (Hermansdorff), Gorzyce (Bestimdorff), Szeroka (Tunsdorff), Boguszowice (Boguschowicz), Bełk (Belk), Pielgrzymowice (Pilgremsdorff), Pawłowice (Pawlowicz), Dębieńsko (Dambensko), Brzezie (najpewniej Brzezie), Skrzyszów (Krischaw), Warszowice (Varschowicz), Moszczenica (Mostnicz), Radziejów (Popielów) (Radzcow), Leszczyny (Leschczina).
Jako pierwszy od dekanatu żorskiego oddzielił się dekanat wodzisławski, stało się to jeszcze w XVI w.